# Брикун
Брику́н — село в Україні, у Перемишлянській міській об'єднаній територіальній громаді Львівському районі Львівської області. Населення: 90 осіб (2001). Орган 

## Історія
У 1857 році населення села Брикун налічувало 168 мешканців. Паном в селі був Альфред Потоцький, який розпоряджався 232 моргами орної землі (морг= 0.56 га). Місцеві селяни мали у розпорядженні лише 160 моргів орної землі. 63 морги землі було під луками та городами, але селянська власність — лише 13. Потоцький володів 29 моргами пасовищ, а селяни — 12. В селі було 37 моргів лісу. Ліс був тільки панський. 
1904 року в селі мешкали 236 осіб. Р. Потоцький володів землями села. 
У 1921 році в селі було 37 будинків, де проживало 229 осіб. 
1931 року в селі вже було 56 будинків, у яких мешкало 230 осіб
У 1927 році в селі мешкало 222 особи. Пану Потоцькому в селі належало 197 га землі. В селі працював млин. Власником млина був Ф. Ковальський. У власності І. Кубіневича був магазин.Я. Малиновський займався вирощуванням і продажем тютюнових виробів.
Радянською владою Брикун включений до Вовківської сільської ради у статусі селища.

### Боротьба ОУН -УПА проти комунізму.
25.ІХ.44 р. більшовики оточили рівночасно с. Брикун. Заарештували  4 родини, а їхні господарства зліквідували.